# Пфелер Володимир Пилипович
Володимир Пилипович Пфелер (рос. Владимир Филиппович Пфелер; 1803 — 1885) — російський державний діяч.

## Біографія
Вступив на службу на Петербурзький поштамт, згодом перейшов у відомство Міністерства внутрішніх справ. Був віце-губернатором в Астраханській, Рязанській і Подільській губерніях, губернатором Архангельської губернії та в 1856–1860 роках Подільської губернії. Керував Вологодською губернією з квітня до вересня 1860 року.